# آیومو تاچیبانا
آیومو تاچیبانا (انگلیسی: Ayumu Tachibana؛ زادهٔ ۴ نوامبر ۱۹۹۵) بازیکن فوتبال است.